# 亚历山大·雅库鲍夫斯基
亚历山大·弗拉基米罗维奇·雅库鲍夫斯基（羅馬化：Aleksandr Vladimirovich Yakubovskiy；1985年5月7日—）是俄罗斯政治人物，第七届和第八届国家杜马的代表。
2007年，他加入统一俄罗斯党，开始了他的政治生涯。2008年至2011年，他担任统一俄罗斯党青年近卫军地区总部副司令。2014年至2018年，他担任第六届伊尔库茨克市杜马代表。2016年，他成为全俄人民阵线地区支部成员。2018年9月9日当选第三届伊尔库茨克州立法议会代表。约瑟夫·科布宗去世后，他辞去职务，接替科布宗的职位成为第七届国家杜马代表。2021年9月起，他连任第八届国家杜马代表。

## 制裁
亚库博夫斯基于2022年因俄乌战争而受到英国政府制裁。